# François Bréda

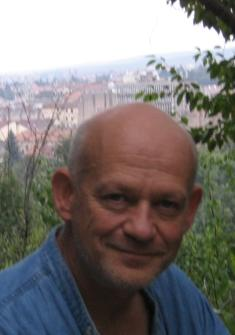
François Bréda

François Bréda (Bréda Ferenc, n. 20 februarie 1956, Deva, Hunedoara, România – d. 16 mai 2018, Cluj-Napoca, România) a fost un eseist, poet, critic literar, traducător, dramaturg, membru al Uniunii Scriitorilor din România.

## Biografie
După terminarea liceului la Deva, devine student la Facultatea de Filologie a Universității Babeș-Bolyai din Cluj-Napoca, la secția maghiară-franceză. Între 1977 și 1979 este redactor responsabil al paginilor în limba maghiară la revista studențească de cultură Echinox, fondată de Ion Pop, Marian Papahagi, Eugen Uricaru și Ion Vartic. În 1979 organizează la Cluj-Napoca prima vizită de întîlnire a filosofului Constantin Noica cu membrii echinoxiști. Între 1977 și 1984 este membru al cenaclului literar Gábor Gaál din Cluj-Napoca. În 1979 este numit profesor la Școala Generală din Huedin. Din 1979 pînă în 1984 este redactor responsabil al paginilor în limba maghiară la revista studențească de cultură Napoca-Universitară din Cluj-Napoca. În 1984 devine masterand la Universitatea din Nantes și va obține diploma de Studii Aprofundate avînd specializarea în domeniul literaturii franceze și cele comparate. Din 1984 pînă în 1991 predă limba și literatura franceză la Angers, Cholet, Saint-Macaire-en-Mauge, în diverse localități din Île-de-France (Faremoutiers, Pontault-Combault, Coulommiers, Saint-Maur-des-Fossés) și este doctorand la Universitatea din Angers cercetînd istoria literaturii franceze din secolul XX sub conducerea profesorului universitar Georges Cesbron. Devenind membru al asociației culturale Présence de Gabriel Marcel, îi va întîlni pe Paul Ricoeur, Claude Aveline, Jeanne Parain-Vial, Robert Amadou, Pierre Aimé-Touchard, Georges Lubin, Pierre Boutang, Jean-Marie Lustiger, André Comte-Sponville și alte personalități remarcabile din viața culturală franceză. În același timp, corespondează cu Samuel Beckett, Philippe Soupault, Xavier Tilliette pe tema criticii literare și dramatice a lui Gabriel Marcel. În 1990 devine secretar de redacție la revista culturală Jelenlét din Cluj-Napoca și redactor la filiala clujeană a editurii Kriterion din București. Din 1991 pînă în 1994 este profesor de limba franceză la Liceul Sámuel Brassai și coordonator al cenaclul literar György Bretter din Cluj. În 1995 devine lector la Catedra de Teatru a Facultatății de Litere din Cluj-Napoca. Între 1991 și 1996 este redactor responsabil al paginilor francofone la revista Echinox. Obține diploma de doctor în științe filologice, specialitatea Teoria Literaturii și Estetică, în 1999 la Universitatea Babeș-Bolyai, cu teza La critique littéraire et dramatique de Gabriel Marcel, coordonată de către profesorul universitar Mircea Muthu. Începînd din 2007 este membru fondator și coordonator al seratelor literare Insomnia din Cluj-Napoca ce își desfășoară activitățile sub egida Uniunii Scriitorilor din România. Împreună cu Ștefan Manasia și János Szántai, este membru fondator și coordonator din anul 2008 al Clubului de Lectură Nepotul lui Thoreau  din Cluj.

## Volume publicate

### Opere în limba română
- Ființă și teatru. Eseu filozofic. Editura Dacia, col. „Teatru”, Coordonator : C.C.Buricea-Mlinarcic, Cluj-Napoca, 225 p., 2003. ISBN 973-35-1705-4
- Scrisori despre comicul existențial. Corespondență transtemporală. Eseu filozofic. Editura Grinta, Cluj-Napoca, 2006. ISBN 973-7651-44-8 ISBN 978973440
- Oglinda Ochiului. Speculum spectationis. Eseu filozofic. Editura Eikon - Editura Remus, Cluj-Napoca, 2010. ISBN 978-973-757-338-4 ISBN 978-973-7915-18-4
- Cercetare în Cer. Eseu filozofic. Editura Școala Ardeleană, Cluj-Napoca, 2017. ISBN 978-606-797-174-3
- Copiile Copilului. Autori : Valentin Trifescu și François Bréda. Dialoguri. Eseu filozofic. Editura Școala Ardeleană, Cluj-Napoca, 2017. ISBN 978-606-797-223-8

### Opere în limba franceză
- La critique littéraire et dramatique de Gabriel Marcel. Studiu literar. Editura Grinta, Cluj-Napoca, 2004. ISBN 973-7924-48-7 Cf. Association Présence de Gabriel Marcel .
- Déclin & Déclic (Declin și declic). Eseu filozofic. Editura Remus, Cluj-Napoca, 2004. ISBN 973-7915-00-3
- Genius loci. Eseuri și studii. Editura Școala Ardeleană, Cluj-Napoca, 2017. ISBN 978-606-797-166-8

### Opere în limba maghiară
- A létezéstől a lehetőségig (De la existență la posibilitate). Eseuri filozofice și studii literare. Editura Kriterion, col. „Forrás”, București, 1980.
- Tűzpróba (Proba focului). Poezii. Editura Kriterion, București,1984.
- Mentális Tárgyak Múzeuma (Muzeul Obiectelor Mentale). Poezii concrete, Editura Matthias Studio Paper, Cluj-Napoca, 1998.
- Antracit. Eseu. Editura Erdélyi Híradó - Előretolt Helyőrség, Cluj-Napoca, 2002. Antracit, 1. ISBN 9378045487
- Nemo. Poezii. Editura AB-ART, Bratislava, 2004. ISBN 80-8087-010-1
- Golania Magna. Eseuri mitocritice. Editura Grinta, Cluj-Napoca, 2005.
- Mysterium Mythologiae (Misterul Mitologiei). Eseu filozofic. Editura Grinta, Cluj-Napoca, 2005. ISBN 973-7651-06-5
- Az elszállt szitakötő (Libelula eliberată). Roman, Editura AB-ART, Bratislava, 2005. Traducere în limba română de Marius Tabacu, cap. VIII și cap. IX. ISBN 80-8087-028-4
- Diva Deva. Eseu filozofic. Editura Grinta, Cluj-Napoca, 2006. ISBN 973-7651-65-0 ISBN 978-973-7651-65-5
- Golania Magna Secunda. Eseu. Editura Irodalmi Jelen Könyvek, Arad, 2007. ISBN 978-973-7648-11-2
- De amore. Eseu filozofic. Editura AB-ART, Bratislava, 2008. ISBN 978-80-8087-045-4
- Boldogok és Bolondok (Buni și Nebuni). Eseu filozofic. Editura AB-ART, Bratislava, 2008. ISBN 978-80-8087-035-5
- Lali lakomái (Leacurile lui Lali). Roman, Editura AB-ART, Bratislava, 2008. ISBN 978-80-8087-053-9
- Apolló apológiái (Apologiile lui Apollo). Aforizme. Editura AB-ART, Bratislava, 2009. ISBN 978-80-8087-067-6
- De amore. Az emberi psziché Galaktikus Gáláiról, Sikamlós Skáláiról & Gáláns Galádságairól. Az utószót Szilági-Nagy Ildikó írta. A borító John Roddam Spencer Stanhope : Cupid and Psyche című képének felhasználásával készült. Illusztrációk : Zichy Mihály aktjai. Orpheusz Kiadó, Budapesta, 2016. ISBN 9789639809673
- Levelek az Utókornak. Theatrum Temporis (Scrisori postate Posterității). Eseu filozofic. Editura Erdélyi Híradó Kiadó, Cluj-Napoca, 2017. ISBN 978-606-8118-47-5
- Bab és Babér. Theatrum epicum. (Bob și Dafin). Roman. Editura Irodalmi Jelen Könyvek, Arad, 2017. ISBN 9789737926128

## Studii literare publicate
- François Bréda, « Cendrars, Dix-neuf poèmes élastiques » . În : Recherches sur l’imaginaire, Angers, XIII, 1985, p. 111–135. Bibliographie critique de l'œuvre de Blaise Cendrars  Arhivat în 23 septembrie 2004, la Wayback Machine.
- Bréda Ferenc, Ave, Csehy !  În : Helikon, 28 (le 25 juin 2007). L'univers lyrique du poète hu⁠(Csehy Zoltán)[Zoltán&page=hu&targettitle=hu traduceți] (Bratislava, Slovaquie)
- Egy világrendszer keletkezéséről. Adalékok Galilei Dialogójához. În : Galilei, Párbeszédek. A két legnagyobb világrendszerről, a ptolemaiosziról és a kopernikusziról. Az előszót írta és a jegyzeteket összeállította Bréda Ferenc. Kriterion, Téka-sorozat , Bukarest, 1983.
- Esti mese. Méhes György. In : Helikon, Cluj,2002/ 7, 2-3.
- Conflictul măștilor antice. In : Lingua, III-IV / 2005, Cluj, pp. 28-34.
- Gabriel Marcel et ses contemporains. François Mauriac et Gabriel Marcel. În : Confluențe și particularități europene. Coordonator : Valentin Trifescu. Editura Eikon, Cluj, 2010, pp. 183-209. ISBN: 978-973-757-351-3
- Cercetare în Cer. Concepția muzicală a Cerului creștin în gândirea Sfântului Ioan Gură de Aur. În : Austrian Influences and Regional Identities in Transilvania, AB-ART, Bratislava ; Grenzenlose Literatur, Frauenkirchen, 2012, pp. 248-254. ISBN: 978-80-8087-119-2
- De Cluj jusqu'au Caire. Un créateur multiculturel : le poète, l'écrivain et le metteur en scène Shawkat Seif Eddine bey. În : Romanian - Moroccan Forms of Manifestation in the European Space. Editura Institutului de Științe Politice și Relații Internaționale, Academia Română, București, 2014, pp. 94-108.
- Genius Loci. În : Geografii identitare - Identități culturale. Coordinatori Pavel Pușcaș, Valentin Trifescu, Simion Molnar, Vali Ilyes. Volumul 1. Simpozionul multicultural Diva Deva. Presa Universitară Clujeană, Cluj-Napoca, 2014, pp.31-33.  ISBN: 978-973-595-624-0
- Cerul creștin : patrimoniu etern al multiversului identității locale transcosmice. Geografia teo-teatrologică a Cerului în gândirea Sfântului Ioan Gură de Aur. În : Patrimoniu și identitate locală. Actele conferinței Patrimoniu și identitate locală, Valea Verde, 5-7 septembrie 2014.  Coordinatori : Valentin Trifescu, Vali Ilyes, François Bréda. Editura Universității Alexandru Ioan Cuză, Iași, 2015. pp. 163-176.  ISBN: 978-606-714-161-0
- A létezés mint közönség. Theatrum et theos (teo-teatrológiai napló). În : Előretolt Helyőrség. Ezredévkönyv. Erdélyi Híradó kiadó, Kolozsvár, 2015, pp. 40-42.  ISBN: 978-606-8118-39-0
- Le temple des temps dans le théâtre de Protée. În : Patrimoniu și identitate locală. Actele conferinței Patrimoniu și identitate locală, Valea Verde, 5-7 septembrie 2014.  Coordinatori : Valentin Trifescu, Vali Ilyes, François Bréda. Editura Universității Alexandru Ioan Cuză, Iași, 2015. pp. 13-16.  ISBN: 978-606-714-161-0
- La théologie de la nudité dans la pensée théo-théâtrologique de Saint Jean Chrysostome. Introduction. In : Text și discurs religios. Nr. 7 / 2015. Lucrările Conferinței Naționale Text și discurs religios. Ediția a VII/a, Sibiu, 7-8 noiembrie 2014. Editura Universității Alexandru Ioan Cuză, Iași, 2015, pp. 149-153. ISSN 2066-4818

## Prefețe și îngrijiri de texte
- Meša Selimović, A dervis és a halál (Dervișul și moartea). Editura Kriterion, col. Horizont, București,1981.
- Herman Melville, Moby Dick. Editura Kriterion, col. Horizont, București, 1983.
- Galilei, Párbeszédek. A két legnagyobb világrendszerről, a ptolemaiosziról és a kopernikusziról (Dialoguri. Despre cele două mari sisteme universale, despre cel de al lui Ptolemaios și despre cel de al lui Copernic). Editura Kriterion, col. Téka, București, 1983.
- Bábel Tornyán. Antologie de texte a membrilor revistei studențești de cultură Echinox. Antologie redactată de Mihály András Beke, Zoltán Bretter și Ferenc Bréda . Editura Kriterion, București, 1983.
- Gabriel Marcel, A fi și a avea (Être et Avoir). Traducere de Ciprian Mihali. Tabel cronologic, îngrijire de text și note de François Bréda. Editura Biblioteca Apostrof, col. Filosofie contemporană, Cluj, 1997.
- Gabriel Marcel, Omul problematic (L'Homme problématique). Traducere, note de François Bréda și Ștefan Melancu. Editura Biblioteca Apostrof, col. Filosofie contemporană, Cluj, 1998.
- Poeți români de azi. Poètes roumains d'aujourd'hui. Antologie bilingvă. Coordonator / Coordonnateur: Mircea Măluț. Redactor / Rédacteur: Mircea Petean. Consultant / Consultant: François Bréda. Bistrița / Paris, 2007.
- Austrian Influences and Regional Identities in Transilvania. Edited by François Bréda, Valentin Trifesco, Luminița Ignat-Coman, Giordano Altarozzi. AB-ART, Bratislava / Grenzenlose Literatur, Frauenkirchen, 2012, ISBN: 978-80-8087-119-2
- Patrimoniu și identitate locală. Actele conferinței Patrimoniu și identitate locală, Valea Verde, 5-7 septembrie 2014.  Coordinatori : Valentin Trifescu, Vali Ilyes, François Bréda. Editura Universității Alexandru Ioan Cuză, Iași, 2015 ISBN: 978-606-714-161-0
- On the Stars of the Triad's Theatrical Temple. In : Viorella Manolache, Philosophical-Political Hecate-isms : The Rule of Three. Cambridge Scholars Publishing, Cambridge, 2016, pp. 177-179.  ISBN 978-1-4438-8540-9
- Arhetipuri și tipologii culturale. Coordonatori : Valentin Trifescu, Vali Ilyes, François Bréda. Presa Universitară Clujeană, Cluj-Napoca, 2016.  ISBN: 978-606-37-0092-7
- Horia Muntenuș, Poesia. Editura Azbest, Arad, 330 p., 2016. ISBN: 978-606-8737-10-2
- Deva și împrejurimile sale în istorie și în literatură. Coordonatori : Valentin Trifescu, Vali Ilyes, François Bréda. Editura Eikon – Editura Școala Ardeleană, Cluj-Napoca, 2017 ISBN 978-606-711-759-2 ; ISBN 978-606-797-205-4

## Antologii
- Kimaradt szó (Cuvînt absent). Fiatal költők antológiája (Antologia tinerilor poeți). Redactor : Ágoston Vilmos. Cf.Bréda Ferenc, pp.38-49. Editura Kriterion, București, 1979.
- Ötödik évszak (Al cincilea anotimp). Fiatal írók antológiája (Antologia tinerilor scriitori din România). Redactori : Jánosházy György, Gálfalvi György, Markó Béla, Nemess László. Ediția revistei Igaz Szó, Târgu Mureș, 1980.
- Un pahar cu lumină. Pohárnyi fény. Antologie bilingvă. Poeți contemporani clujeni. Redactor și coordonator : Molnos Lajos. Cluj-Napoca. Editura Tinivár, 2005.
- Lumea fără mine. A világ nélkülem. Antologie bilingvă. Prozatori contemporani clujeni. Redactor : Molnos Lajos. Cluj-Napoca. Editura Tinivár, 2007.
- Pesniki, čakajoči na Angela. Antologija sodobne transilvanska/sedmograška poezija. Uredil Zsolt Lukács (Anthologie de la poésie transylvaine. Traduit par Zsolt Lukács). KUD Apokalipsa, Ab-art, Ljubljana, 2009, p. 19–24. ISBN: 978-961-6644-43-3
- Austrian Influences and regional identities in Transylvania. Edited by François Bréda, Valentin Trifesco, Luminița Ignat-Coman, Giordano Altarozzi. AB-ART, Bratislava / Grezenlose Literatur, Frauenkirchen, p. 286., 2012.  ISBN: 978-80-8087-119-2

## Traduceri
- Gabriel Marcel, Omul problematic (L’homme problématique). Traducere de François Bréda și Ștefan Melancu. Editura Biblioteca Apostrof, col. „Filosofie contemporană”, Cluj, 1998.
- Jehan Calvus (Chelu Ivan Péter), Bumgártész. Editura Kalligram, Bratislava, 2004.
- Gabriel Marcel, Semnul Crucii. Traducere de François Bréda și Radu Teampău (Tempea). Prefață de François Bréda. Spectacol de premieră națională la 26 februarie 1996, realizat la Teatrul "Elvira Godeanu" din Târgu Jiu. Târgu Jiu, 1999.
- Jean Cocteau, Emberi hang (La Voix Humaine). In : Napoca Universitară, 1-3/ 1981.
- Christian Palustran, Hăul (Abîmes). Text tradus de François Bréda și Radu Teampău. Spectacol reprezentat la Teatrul de Stat din Turda, 1998.
- Gabriel Chifu, Száz költemény (O sută de poeme). Traducere de François Bréda. Editura AB-ART, Bratislava, 2009.

## Premii literare
- Marele Premiu György Méhes, 2005.
- Premiul György Bretter al Uniunii Scriitorilor din România, Filiala Cluj, 2010.

## Distincții
- Crucea de Cavaler a Ordinului de Merit ungar, 2017.